# Puxton
Puxton är en ort och civil parish i Storbritannien.   Den ligger i kommunen North Somerset och riksdelen England, i den södra delen av landet, 190 km väster om huvudstaden London. Puxton ligger 6 meter över havet och antalet invånare är 359.
Terrängen runt Puxton är platt åt nordväst, men åt sydost är den kuperad.Runt Puxton är det tätbefolkat, med 493 invånare per kvadratkilometer. Närmaste större samhälle är Weston-super-Mare, 8,7 km väster om Puxton. Trakten runt Puxton består i huvudsak av gräsmarker.